# Happy Tree Friends
Happy Tree Friends — американо-канадский веб-сериал для взрослых в жанре чёрного юмора, комедии ужасов и сплэттера о приключениях нескольких зверюшек. Создан в США в 1999 году. Активно выпускался в 1999—2016 годах. После эпизода, выпущенного в декабре 2016 года, был наибольший перерыв между выпусками эпизодов до 27 сентября 2023 года. За всё время было выпущено 94 интернет-эпизода, 39 ТВ-эпизодов и 51 спецвыпуск. Производством мультсериала занимается американская Mondo Media (раньше совместно с канадской FatKat).

## Сюжет
Эпизоды сериала строятся по следующей сюжетной модели: беззаботное времяпрепровождение непременно оборачивается трагедией с летальным исходом. Смерть персонажа может наступить по самым неправдоподобным причинам и непременно сопровождается членовредительством, что создаёт комический эффект. При этом окружающие персонажи, как правило, ведут себя так, как будто ничего страшного не произошло, кроме тех случаев, когда паника может обернуться новыми жертвами.
Прорисовка сериала характерна для детских мультфильмов: персонажи подогнаны под один размер (кроме Дылды и Малыша), максимально стилизованы, но узнаваемы благодаря атрибутике, окружающий мир выполнен в пастельных тонах и выглядит безобидно.
Сериал фрагментирован, и его серии сюжетно никак не связаны. В конце каждого мультфильма все или большинство действующих лиц погибает, но в новых сериях они опять появляются живыми. Несколько мультфильмов разбиваются на серии, обрываясь в кульминационных местах. Персонажи воплощают в себе те или иные амплуа, а их конкретные роли и взаимоотношения друг с другом от серии к серии меняются. В конце каждой серии после титров появляется надпись с полезным (по контексту — издевательским) советом, например, «Переходя улицу, смотрите в обе стороны».
Главные герои мультсериала — антропоморфные зверюшки с человеческими качествами. Они часто попадают в глупые ситуации, которые заканчиваются для них смертью. Но они всегда пытаются выходить из любой ситуации.

## Цензура

### В России
В 2008 году Роскомнадзор посчитал, что данный мультфильм «пропагандирует культ насилия и жестокости, наносит ущерб здоровью, нравственному и духовному развитию ребёнка, посягает на общественную нравственность», хотя сериал и так был предназначен для взрослой аудитории.
В связи с этим федеральная служба вынесла предупреждения редакции телепрограммы «Телеканал 2x2» и ЗАО «Телеканал 2х2» и попросила снять с эфира мультфильм во избежание дальнейших неприятностей и потери лицензии. Мультфильм был снят с эфира.
7 июля 2021 года Роскомнадзор по тем же причинам, указанным выше, запретил ссылки на мультфильмы Happy Tree Friends на сайтах «ЛордФильм» и «ВсеСерииПодряд», после чего начал массово блокировать эпизоды на YouTube. Также был заблокирован официальный сайт Mondo Media.

## Предшественники
До создания регулярных выпусков будущие авторы Happy Tree Friends выпустили несколько короткометражных мультфильмов, похожих по основной идее и стилю на HTF.
- В мае 1999 года был выпущен полуминутный мультфильм Banjo Frenzy, персонажи которого напоминали современных, но в то же время сильно отличались. В мультфильме Динозавр играет на банджо для зверьков, но в процессе у него лопается струна, чем он вызывает к себе смех зверьков. Динозавра это злит и он разбивает банджо о головы слушающих зверьков, тем самым убивая их. Бытует мнение, что динозавр является будущим прототипом лося Лампи (Дылды).
- В 2004 году (в титрах написан 1927 год — это шутка создателей, поскольку эпизод выполнен в ретро-стилистике) вышел трёхминутный мультфильм «Dino-Sore Days», главным героем которого являлся ещё не замороженный Пра-сурок. Он выходит на прогулку и находит труп умершего динозавра, но когда он решает им полакомиться и надевает свой обеденный фартук, то случайно кусает за хвост другого, живого динозавра, который находился рядом. Последний набрасывается на Пра-сурка и пинает его, пока у того не выпадают кишки из брюха, но несчастный зверёк успешно от него убегает, дав динозавру по голове дубинкой. В процессе побега Пра-сурок добегает до обрыва, но решает его преодолеть, используя свои кишки как лиану. Ему почти удалось перебраться на другую сторону обрыва, но пока он раскачивался на своей кишке, его подхватил птерозавр и тщательно пережевал, а затем скормил бесформенную массу своим детёнышам. В конце серии выблеванный фартук Пра-(ч)сурка надевается на птенца Птеродактиля.

## Персонажи
В мультсериале 22 основных персонажа. Практически все они являются животными.

## Список серий
Всего в сериале 183 эпизода. Из них 94 интернет-эпизодов, сгруппированных по четырём сезонам, 39 телевизионных серий — 1 сезон, и 51 специальная серия. Эпизоды также выпускались на DVD.

### Обзор серии
| Номер сезона  | Кол-во серии                                  | Даты показа         | Даты показа         |
| Номер сезона  | Кол-во серии                                  | Первый эпизод       | Последний эпизод    |
| ------------- | --------------------------------------------- | ------------------- | ------------------- |
| Banjo Frenzy  | является пилотной серии                       | Май 1999 г.         | Май 1999 г.         |
| 1             | 27                                            | 24 декабря 1999 г.  | 20 октября 2001 г.  |
| 2             | 28                                            | 1 сентября 2002 г.  | 15 декабря 2005 г.  |
| ТВ-серии      | 13 (кол-во полных эпизодов) 39 (общее кол-во) | 25 сентября 2006 г. | 25 декабря 2006 г.  |
| 3             | 24                                            | 2 ноября 2007 г.    | 29 марта 2013 г.    |
| Ka-Pow!       | 6                                             | 14 марта 2008 г.    | 18 ноября 2008 г.   |
| 4             | 9                                             | 14 июня 2013 г.     | 6 марта 2014 г.     |
| 5:Still Alive | 6                                             | 7 декабря 2016 г.   | 27 сентября 2023 г. |
| Smoochies     | 11                                            | 16 января 2003 г.   | 3 декабря 2008 г.   |
| Kringles      | 10                                            | 2004 г.             | 2004 г.             |

### Список серии
| Название серии                                | Дата премьеры                                       | Краткое описание | Примечания |
| --------------------------------------------- | --------------------------------------------------- | --- | --- |
| Banjo Frenzy (Банджо, или друзья?)            | май 1999 (при этом точная дата премьеры неизвестна) | Динозавр играет на банджо, а заяц, бобр и бурундук смотрят. Одна из струн банджо обрывается, что заставляет зрителей засмеяться. В итоге динозавр убивает бурундука и зайца, а бобра оставляет без головы. Голова бобра скоро оживает и кусает динозавра за ногу.                                                            | В пилотной серии мультсериала Happy Tree Friends имелся первоначальный дизайн лося Дылды (в пилотной серии это был динозавр), зайца Лапочки, бурундука Смешинки и бобра Зубастика. |
| Dino-Sore Days                                | 3 августа 2004 (DVD)                                | Пра-Сурок вышел погулять, проголодался и чуть не откусил хвост динозавру. Последний набрасывается на Пра-сурка, распарывает ему брюхо, но несчастный зверек дает ему по голове дубиной и убегает. В конце мультфильма Пра-сурка подхватил птерозавр и тщательно пережевал, а затем скормил бесформенную массу своим птенцам. | Серия выполнена в ретро-стилистике. |
| Ski Patrol                                    | 7 января 2008                                       | Дылда снимает обучающее видео для новых членов лыжного патруля. | Серия выполнена в стилистике старых мультфильмов начала-середины XX века. |
| YouTube Live Episode                          | 26 ноября 2008                                      | Несколько персонажей можно увидеть в призовой игре с краном. Лапочку поднимают, но он падает. Позже его снова поднимают, но кран яростно разбивает его тело внутри машины, пока он в конце концов не умирает. Остальные персонажи паникуют и отчаянно пытаются выбраться.                                                    | |
| The Carpal Tunnel of Love                     | 6 февраля 2007 (возможно 1 сентября 2008)           | Лапочка пытается выразить свою любовь Смешинке, однако Дылда мешает и в конечном итоге убивает всех (включая себя). | Музыкальное видео Fall Out Boy с участием персонажей Happy Tree Friends . |
| Intimate Spotlight                            |                                                     | Репортер берет интервью у Пра-Сурка. Она задает ему вопросы, но те остаются без ответа из-за того, что Пра-Сурок заморожен. Затем у них заканчивается время, и когда идут титры, репортер злится из-за отсутствия ответа. | |
| False Alarm                                   | 25 июня 2008                                        | Сладкоежка избавился от сахарной зависимости, пересев на видеоигры. | Эпизод, созданный для видеоигры Happy Tree Friends: False Alarm. |
| Asbestos I Can Do                             |                                                     | Дылда сидит в кресле-качалке и вяжет грелку для своих рогов. | Является пасхалкой в одном из DVD по Happy Tree Friends |
| Under the Skin                                |                                                     | Документальный фильм о Happy Tree Friends. | |
| Milk Pong                                     | 29 июля 2009                                        | Интерактивное видео, в котором Сладкоежка и Дылда играют в молочный понг. | |
| Lumpy’s Lame Card Trick                       |                                                     | Интерактивное видео, в котором Дылда выполняет неудачный карточный фокус. | |
| YouTube Copyright School                      | 25 марта 2011                                       | Выпуск с Расселлом в главной роли, рассказывающий об авторских правах на сервисе YouTube. | |
| Oh Xmas Tree                                  | 24 декабря 2011                                     | Лесные друзья исполняют песню «Oh Christmas Tree». | Короткий рождественский эпизод, похожий на Deck The Halls и We Wish You |
| New Season Teaser                             | 1 апреля 2012                                       | Первоапрельское видео о якобы производстве нового сезона Happy Tree Friends | Серия выполнена в стиле Dick Figures. |
| Hot Tub Shake                                 | 2015                                                | Друзья преспокойно расслабляются в джакузи… до прихода злого Флиппи. | |
| Cubtron Z                                     | 20 сентября 2013                                    | Папаша оживляет погибшего Малыша как робота после того, как его сбила машина. | Серия выполнена в стиле Stop motion. |
| Dumb Ways to Die — Happy Tree Friends Edition | 25 декабря 2013                                     | Персонажи поют песню «Dumb Ways to Die». | Музыкальное видео, созданное совместно с Mondo Media и Cartoon Star. |
| YouTube 101: Subscriptions                    | 10 февраля 2010                                     | Ролик от YouTube, в котором Каддлс показывает, как пользоваться функцией подписки на этом видеосервисе. | |
| Still Alive — Blood Donor                     | Декабрь 2016                                        | Дылда становится неудачным донором крови. | Изначально эту серию могли смотреть только зрители, купившие пакет Still Alive. |

### Первый Интернет-сезон (1999—2001)
| Номер | Название                                                            | Дата премьеры      |
| ----- | ------------------------------------------------------------------- | ------------------ |
| 01    | Spin Fun Knowin' Ya (Быстрое знакомство)                            | 24 декабря 1999 г. |
| 02    | House Warming (Новоселье)                                           | 31 декабря 1999 г. |
| 03    | Helping Helps (Важные дела)                                         | 7 января 2000 г.   |
| 04    | Crazy Ant-Ics (Чокнутый ботаник)                                    | 28 января 2000 г.  |
| 05    | Havin' a Ball (Игры с мячом)                                        | 4 февраля 2000 г.  |
| 06    | Water You Wading For (Вода, ради которой ты ищешь вброд)            | 11 февраля 2000 г. |
| 07    | Nuttin' Wrong With Candy (С конфетами всё в порядке?)               | 18 февраля 2000 г. |
| 08    | Wheelin' and Dealin' (Катаемся и разбираемся)                       | 18 февраля 2000 г. |
| 09    | Pitchin' Impossible (Подача невозможна!)                            | 3 марта 2000 г.    |
| 10    | Stayin' Alive (Остаться в живых)                                    | 10 марта 2000 г.   |
| 11    | Treasure Those Idol Moments (Дорожите моментами с проклятым идолом) | 14 марта 2000 г.   |
| 12    | Chip Off The Ol' Block (Отключи старый блок)                        | 3 мая 2000 г.      |
| 13    | Nuttin' But The Tooth (Ничего, кроме зуба!)                         | 19 мая 2000 г.     |
| 14    | Hide and Seek (Прятки)                                              | 26 мая 2000 г.     |
| 15    | Whose Line Is It Anyway? (По любому случаю, чья это линия?!)        | 2 июня 2000 г.     |
| 16    | Boo Do You Think You Are? (Бу, ты так думаешь?)                     | 9 июня 2000 г.     |
| 17    | Mime and Mime Again! (Пантомима, и ещё раз — пантомима!)            | 16 июня 2000 г.    |
| 18    | You’re Bakin' Me Crazy! (Ты сводишь меня с ума!)                    | 23 июня 2000 г.    |
| 19    | Tongue Twister Trouble (Проблемы со скороговорками)                 | 30 июня 2000 г.    |
| 20    | Meat Me For Lunch (Съешь меня на обед!)                             | 2 марта 2001 г.    |
| 21    | Sweet Ride (Сладкая погоня)                                         | 10 марта 2001 г.   |
| 22    | It’s a Snap (Это не сложно!)                                        | 17 марта 2001 г.   |
| 23    | Off The Hook (Сорваться с крючка)                                   | 24 марта 2001 г.   |
| 24    | Spare Me (Помилуйте меня!)                                          | 31 марта 2001 г.   |
| 25    | Snow What? That’s What! (Снег — это что? А вот что!)                | 7 апреля 2001 г.   |
| 26    | This is Your Knife (Это твой нож!)                                  | 14 апреля 2001 г.  |
| 27    | Happy Trails. Part 1 (Весёлая поездка. Часть 1)                     | 20 октября 2001 г. |

### Второй Интернет-сезон (2002—2005)
| Номер | Название                                                                     | Дата премьеры       |
| ----- | ---------------------------------------------------------------------------- | ------------------- |
| 28    | Happy Trails. Part 2 (Весёлая поездка. Часть 2)                              | 1 сентября 2002 г.  |
| 29    | Eye Candy (Леденец для глаз)                                                 | 8 сентября 2002 г.  |
| 30    | Rink Hijinks (На катке)                                                      | 15 сентября 2002 г. |
| 31    | Flippin' Burgers (Бургеры от Флиппи)                                         | 22 сентября 2002 г. |
| 32    | Get Whale Soon (Быстро доберись до кита!)                                    | 29 сентября 2002 г. |
| 33    | Snip Snip Horray! (Гип-гип-УРА!)                                             | 6 октября 2002 г.   |
| 34    | Eyes Cold Lemonade (Лимонад для глаз)                                        | 13 октября 2002 г.  |
| 35    | Milkin' It (Доим это!)                                                       | 20 октября 2002 г.  |
| 36    | Out of Sight, Out of Mime (С глаз долой, Жестик!)                            | 27 октября 2002 г.  |
| 37    | Class Act (На спектакле)                                                     | 3 ноября 2002 г.    |
| 38    | The Way You Make You Whell? (Почему ты заставляешь меня крутиться?)          | 8 декабря 2002 г.   |
| 39    | Better Off Bread (Хлеб всему дороже)                                         | 20 апреля 2003 г.   |
| 40    | I Get a Trick Out of You (Я вытяну из тебя фокус!)                           | 27 апреля 2003 г.   |
| 41    | Shard at Work (Осколки на работе)                                            | 3 мая 2003 г.       |
| 42    | Water Way to Go (Идём по водному пути!)                                      | 11 мая 2003 г.      |
| 43    | Out On a Limb (Рискуй рискнуть!)                                             | 18 мая 2003 г.      |
| 44    | Keepin' It Reel (Постараюсь сдержать это в тайне!)                           | 8 июня 2003 г.      |
| 45    | A Hard Act to Swallow (Трудно проглотить поступок!)                          | 21 сентября 2003 г. |
| 46    | Let It Slide (Пусть всё идёт своим чередом!)                                 | 28 сентября 2003 г. |
| 47    | Icy You! (Ты ледяной!)                                                       | 22 декабря 2004 г.  |
| 48    | Hello, Dolly! (Привет, кукла!)                                               | 3 октября 2004 г.   |
| 49    | Remains to be Seen (Нам предстоит это выяснить!)                             | 27 сентября 2003 г. |
| 50    | Stealing the Spotlight (Кража внимания)                                      | 9 ноября 2003 г.    |
| 51    | Sky Ya, Wouldn’t Wanna Be Ya (Катаюсь на лыжах с тобой, не хочу быть тобой!) | 4 января 2004 г.    |
| 52    | Blind Date (Свидание вслепую)                                                | 22 февраля 2004 г.  |
| 53    | Suck it Up (Смирись с этим)                                                  | 22 февраля 2004 г.  |
| 54-55 | In a Zoo (В зоопарке)                                                        | 15 декабря 2005 г.  |

### ТВ-Серии (2006)
| Номер | Название | Дата премьеры       |
| ----- | --- | ------------------- |
| 1     | Wrong Side of Tracks (Неверная сторона рельсов)                                                                             | 25 сентября 2006 г. |
| 1     | From Hero to Eternity (От героя до вечности)                                                                                | 25 сентября 2006 г. |
| 1     | And the Kitchen Sink (В кухонной раковине)                                                                                  | 25 сентября 2006 г. |
| 2     | Party Animal (Душа компании)                                                                                                | 2 октября 2006 г.   |
| 2     | Ipso Fatso (В силу своего жира)                                                                                             | 2 октября 2006 г.   |
| 2     | Don’t Yank My Chain (Не дергай мою цепь)                                                                                    | 2 октября 2006 г.   |
| 3     | Doggone It (Собачка) | 9 октября 2006 г.   |
| 3     | Concrete Solution (Раствор цемента)                                                                                         | 9 октября 2006 г.   |
| 3     | Sea What I Found (Море, которое я нашёл)                                                                                    | 9 октября 2006 г.   |
| 4     | Easy For You to Sleigh (Легкие для тебя сани)                                                                               | 30 октября 2006 г.  |
| 4     | Wishy Washy (Водянистая) | 30 октября 2006 г.  |
| 4     | Who’s to Flame? (Кто поджег?)                                                                                               | 30 октября 2006 г.  |
| 5     | Every Litter Bit Hurts (Боль из-за мусора)                                                                                  | 16 октября 2006 г.  |
| 5     | As You Wish (Как хочешь) | 16 октября 2006 г.  |
| 5     | Take a Hike (В походе) | 16 октября 2006 г.  |
| 6     | Snow Place to Go (Снежное место)                                                                                            | 23 октября 2006 г.  |
| 6     | Dunce Upon a Time (Жил-был тупик)                                                                                           | 23 октября 2006 г.  |
| 6     | Gems the Breaks (Камень разрушения)                                                                                         | 23 октября 2006 г.  |
| 7     | A Change of Heart (Замена сердца)                                                                                           | 6 ноября 2006 г.    |
| 7     | A Hole Lotta Love (В норе)                                                                                                  | 6 ноября 2006 г.    |
| 7     | Mime to Five (Жестик до пяти)                                                                                               | 6 ноября 2006 г.    |
| 8     | Blast from the Past (Взрыв из прошлого)                                                                                     | 20 ноября 2006 г.   |
| 8     | Chew Said a Mouthful (Трудно прожевать)                                                                                     | 20 ноября 2006 г.   |
| 8     | See What Develops (Посмотрим, что развивается)                                                                              | 20 ноября 2006 г.   |
| 9     | Idol Curiosity (Идольное любопытство)                                                                                       | 27 ноября 2006 г.   |
| 9     | Home Is Where The Hurt Is (Безумный дом)                                                                                    | 27 ноября 2006 г.   |
| 9     | Aw, Shucks! (Ох, шелуха!)                                                                                                   | 27 ноября 2006 г.   |
| 10    | A Sight for Sore Eyes (Загляденье)                                                                                          | 3 декабря 2006 г.   |
| 10    | Wipe Out (Вытирай) | 3 декабря 2006 г.   |
| 10    | Letter Late than Never (Письмо поздно, чем никогда)                                                                         | 3 декабря 2006 г.   |
| 11    | Wingin' It (Полет) | 10 декабря 2006 г.  |
| 11    | Tongue in Cheek (Язык в щеку)                                                                                               | 10 декабря 2006 г.  |
| 11    | Easy Comb, Easy Go (Легко причесал, легко потерял)                                                                          | 10 декабря 2006 г.  |
| 12    | I’ve Got You Under My Skin (Ты под моей кожей)                                                                              | 17 декабря 2006 г.  |
| 12    | In a Jam (В защемлении) | 17 декабря 2006 г.  |
| 12    | Junk in the Trunk (Мусор в багажнике)                                                                                       | 17 декабря 2006 г.  |
| 13    | Hear Today, Gone Tomorrow (Сегодня слышу, завтра нет)                                                                       | 25 декабря 2006 г.  |
| 13    | Double Whammy Part 1 (Наперекосяк, часть 1) Autopsy Turvy. Double Whammy, Part 2 (Вскрытие навыворот. Наперекосяк, часть 2) | 25 декабря 2006 г.  |

### Третий Интернет-сезон (2007—2013)
| Номер | Название                                             | Дата премьеры       |
| ----- | ---------------------------------------------------- | ------------------- |
| 56    | Read 'em and Weep (Читать и плакать)                 | 2 ноября 2007 г.    |
| 57    | Can’t Stop Coffin (Не останавливайте гроб)           | 24 октября 2008 г.  |
| 58    | We’re Scrooged! (Новая рождественская сказка)        | 27 ноября 2007 г.   |
| 59    | A Sucker for Love (Леденец для любви)                | 8 февраля 2008 г.   |
| 60    | Just Desert (Всего лишь пустыня)                     | 22 мая 2008 г.      |
| 61    | Peas in a Pod (Горошек на стручке)                   | 18 октября 2008 г.  |
| 62    | Wrath of Con (Гнев Куна)                             | 20 июля 2009 г.     |
| 63    | All Flocked Up! (Все стремятся вверх)                | 18 августа 2009 г.  |
| 64    | Something Fishy (Нечто рыбное)                       | 14 сентября 2009 г. |
| 65    | Without a Hitch (Без задоринки)                      | 13 октября 2009 г.  |
| 66    | Swelter Skelter (Духота проникла)                    | 6 ноября 2009 г.    |
| 67    | I Nub You (Я тебя культю)                            | 5 февраля 2010 г.   |
| 68    | A Bit of a Pickle (Немного маринада)                 | 7 мая 2010 г.       |
| 69    | See You Later Elevator (Увидимся позже в лифте)      | 1 октября 2010 г.   |
| 70    | Clause for Concern (Пункт для беспокойства)          | 8 декабря 2011 г.   |
| 71    | The Chokes on You (Удушье на тебя)                   | 23 марта 2012 г.    |
| 72    | Royal Flush (Флеш-Рояль)                             | 6 мая 2012 г.       |
| 73    | Brake the Cycle (Притормози велосипед)               | 17 июня 2012 г.     |
| 74    | Random Acts of Silence (Случайные всплески молчания) | 2 августа 2012 г.   |
| 75    | Breaking Wind (Экстренный ветер)                     | 3 октября 2012 г.   |
| 76    | All in Vein (Все в вену)                             | 19 октября 2012 г.  |
| 77    | Bottled Up Inside (Закупоренный)                     | 21 ноября 2012 г.   |
| 78    | No Time Like the Present (Не время для подарков)     | 20 декабря 2012 г.  |
| 79    | By The Seat Of Your Pants (Место к штанам)           | 29 марта 2013 г.    |

### Ka-Pow!
| Номер | Название                                  | Дата премьеры       |
| ----- | ----------------------------------------- | ------------------- |
| 1     | Buddhist Monkey: Enter the Garden         | 23 сентября 2008 г. |
| 2     | Mole in the City                          | 14 марта 2008 г.    |
| 3     | Buddhist Monkey: Books of Fury            | 23 сентября 2008 г. |
| 4     | Buddhist Monkey: Three Courses of Death   | 23 сентября 2008 г. |
| 5     | W.A.R. Journal: Operation: Tiger Bomb     | 2 сентября 2008 г.  |
| 6     | Splendid’s SSSSSuper Squad: Mirror Mirror | 18 ноября 2008 г.   |

### Четвёртый Интернет-сезон (2013—2014)
| Номер | Название                                         | Дата премьеры      |
| ----- | ------------------------------------------------ | ------------------ |
| 80    | You’re Kraken Me Up (Ты щупаешь меня)            | 14 июня 2013 г.    |
| 81    | All Work and No Play (Всем работать и не играть) | 18 июля 2013 г.    |
| 82    | Buns of Steal (Булочная кража)                   | 21 августа 2013 г. |
| 83    | Pet Peeve (Любимая мозоль)                       | 3 октября 2013 г.  |
| 84    | A Vicious Cycle (Ужасный велосипед)              | 17 октября 2013 г. |
| 85    | Put Your Back Into It (Положи свою спину сюда)   | 5 декабря 2013 г.  |
| 86    | Spare Tire (Запасная шина)                       | 7 января 2014 г.   |
| 87    | Camp Pokeneyeout (Лагерь «Выколи глаз»)          | 16 января 2014 г.  |
| 88    | Dream Job (Работа моей мечты)                    | 6 марта 2014 г.    |

### Пятый Интернет-сезон:Still Alive(2016)
| Номер | Название                                           | Дата премьеры      |
| ----- | -------------------------------------------------- | ------------------ |
| 89    | Going Out With a Bang (Прогулка с треском)         | 7 декабря 2016 г.  |
| 90    | A Handy Nanny (Умейка Нянька)                      | 16 декабря 2016 г. |
| 91    | An Inconvenient Tooth (Неудобные зубы)             | 22 декабря 2016 г. |
| 92    | Just Be Clause (Просто Клаус)                      | 7 декабря 2016 г.  |
| 93    | In Over Your Hedge (В течение твоего хеджирования) | 22 декабря 2016 г. |

### Бонусная серия (2023)
| Номер | Название                                             | Дата премьеры      |
| ----- | ---------------------------------------------------- | ------------------ |
| 94    | Too Much Scream Time (Слишком много времени на крик) | 27 сентября 2023г. |

### Smoochies (2003—2008)
1. Cuddles' Pet Smoochie (16 января 2003)
2. Giggles' Valentine Smoochie (13 февраля 2003)
3. Toothy’s Easter Smoochie (17 апреля 2003)
4. Petunia’s Summer Smoochie (15 мая 2003)
5. Nutty’s Party Smoochie (12 июня 2003)
6. Sniffles' Science Smoochie (3 июля 2003)
7. Flaky’s Baseball Smoochie (17 июля 2003)
8. Pop’s BBQ Smoochie (31 июля 2003)
9. Mime’s Olympic Smoochie (14 августа 2008)
10. Disco Bear’s Halloween Smoochie (10 октября 2008)
11. Cub’s Christmas Smoochie (3 декабря 2008)

### Kringles (2004)
1. Reindeer Kringle
2. Tree Kringle
3. Kitchen Kringle
4. Caroling Kringle
5. Ski Kringle
6. Train Kringle
7. Strain Kringle
8. Chill Kringle
9. Sight Kringle
10. Star Kringle

## Возможный конец мультсериала
- В январе 2011 на сайте www.htf.atom.com появилось несколько коротких роликов со слоганом «Happy Tree Friends isn’t dead». В течение всего 2011 года не вышла ни одна новая серия мультсериала, однако ближе к концу года создатели объявили о своём намерении вернуться к созданию мультфильма. К началу 2014 года вышло несколько эпизодов веб-сериала. По двум из них вышли игры Run & Gun (серия «Buns of Steal») и Deadeye Derby (серия «Camp Pokeney-out»). Эпизоды создаются в HD-качестве.
- После длительного ожидания фанатов и почти двухлетнего хиатуса создателей сериала был анонсирован выпуск пяти новых серий, который состоялся в декабре 2016 года[3], однако эти серии первоначально были доступны только через официальный сайт Mondo Media, причём на платной основе. Уже в декабре 2018 года на их официальном YouTube-канале вышли данные серии (в этом случае уже на бесплатной основе).
- После 2017 года не было выпущено ни одного эпизода, что поставило сериал в туманное положение. Многие фанаты даже посчитали что сериал закрыт, несмотря на то, что создатели не объявляли о его закрытии.
- Однако после 7-летнего перерыва и ожидания фанатов на официальном YouTube-канале Mondo Media был опубликован трейлер к новому эпизоду «Too Much Scream Time» и кроссовером с игрой «The Crackpet Show», релиз которых состоялся 27 сентября 2023 года. В феврале 2024 года Mondo Media официально заявили, что продолжат производство сериала. Создатели также заявили, что причиной столь долгого перерыва стала нехватка бюджета.

## Игра
Stainless Games и Sega для Xbox Live Arcade, Xbox 360 и Windows разработали игру под названием Happy Tree Friends: False Alarm, выпущенную 25 июня 2008 года.

## Спин-оффы
Спин-офф под названием Ka-Pow! вышел в эфир в сентябре 2008 года. Он рассказывает о приключениях четырёх персонажей: Крота, Прапора, Супербелки и Обезьяны-буддиста.
В 2014 году Кенн Наварро создал D_Void — шоу, похожее на Happy Tree Friends.

## Роли озвучивали
| Персонаж                         | Оригинальное имя   | Цвет и биологический вид          | Озвучка                                                                           |
| -------------------------------- | ------------------ | --------------------------------- | --------------------------------------------------------------------------------- |
| Лапочка                          | Cuddles            | Жёлтый заяц                       | Кенн Наварро (1999-н.в.)                                                          |
| Зубастик                         | Toothy             | Фиолетовый бобёр                  | Уоррен Графф (1999-н.в.)                                                          |
| Смешинка                         | Giggles            | Розовый бурундук                  | Дана Белбен (1999—2004) Эллен Коллен (2004—2009, 2011-н.в.) Лори Джии (2009-2011) |
| Дылда                            | Lumpy              | Голубой лось                      | Род Монтихо (1999—2006) Дэвид Уинн (2006-н.в.)                                    |
| Петуния                          | Petunia            | Синий скунс                       | Дана Белбен (1999—2004) Эллен Коллен (2004—2009, 2011-н.в.) Лори Джии (2009-2011) |
| Умейка                           | Handy              | Оранжевый бобр                    | Уоррен Графф (1999-н.в.)                                                          |
| Супермэн (Летающая белка)        | Splendid           | Голубая белка-летяга              | Род Монтихо (1999—2006) Дэвид Уинн (2006-н.в.)                                    |
| Ботаник                          | Sniffles           | Серо-голубой муравьед             | Лиз Стюарт (1999-н.в.)                                                            |
| Папаша                           | Pop                | Коричневый медведь                | Обри Анкрум (1999-н.в.)                                                           |
| Малыш                            | Cub                | Коричневый медвежонок             | Дана Белбен (1999—2004) Эллен Коллен (2004—2009, 2012-н.в.) Лори Джии (2009-2011) |
| Чудачка                          | Flaky              | Красный дикобраз                  | Ника Лорбер (1999-н.в.)                                                           |
| Сладкоежка                       | Nutty              | Зелёный бельчонок                 | Майкл Липман (1999-н.в.)                                                          |
| Воришка и Хитрюжка               | Lifty & Shifty     | Темно-зелёные еноты               | Марк Джиамбруно (1999—2004) Кенн Наварро (2004-н.в.)                              |
| Диско-Мишка                      | Disco Bear         | Золотой медведь                   | Питер Херрман (1999-н.в.)                                                         |
| Прапор                           | Flippy             | Зелёный медведь                   | Кенн Наварро (Добрый Прапор) (1999-н.в.) Обри Энкрам (Злой Прапор) (1999-н.в.)    |
| Рассел                           | Russell            | Сине-зелёная морская выдра        | Джефф Бьянкалана (1999—2004) Фрэнсис Карр (2004-н.в.)                             |
| Убегайка (Лэмми) и мистер Огурец | Lammy & Mr.Pickles | Сиреневая овечка и зелёный огурец | (Лэмми) Рени Т. Макдональд (2009-н.в.) (Мистер Огурец) Уэс Спенсер (2009-н.в.)    |

## Полнометражный фильм
В 2014 году Mondo Media заявило о планах съёмки фильма по мотивам мультсериала, который, судя по плану, должен был выйти в прокат ближе к 2016 году в кинотеатрах, а дистрибьютором должна была выступить кинокомпания Universal Pictures. Тем не менее, вскоре Уоррен Графф заявил, что Universal Pictures и Mondo Media не заинтересованы в съёмках полнометражного фильма. Вероятно, он посчитал, что из-за запрета в России фильм не смог бы окупиться в мировом прокате. Вместо него в декабре 2016 года, вышли новые эпизоды Still Alive. До сих пор неизвестно когда и выйдет ли фильм, Кенн Наварро заявил что не участвует в создании фильма, однако, насколько ему известно, то производство фильма ещё не началось. Вероятно, проект по созданию полнометражного фильма был либо частично приостановлен, либо полностью свёрнут.